# M/F Aurelia
M/F Aurelia, ro-ro putnički brod. IMO broj mu je 7602120. Pozivni znak je 5BEA5. MMSI broj je 209510000. Plovi ciparskom zastavom.

## Povijest
Gradili su ga Italcantieri u brodogradilištu Cantiere navale di Castellammare di Stabia u Italiji. Kobilica je položena kao novogradnja br. 4351. Porinut 24. studenoga 1979. godine. Predan u uporabu 20. studenoga 1980. godine. Dio niza brodova blizanaca. U toj seriji još su AF Francesca, Amanah, Clodiar, New York i Nomt. Današnji vlasnik je Compagnia Italiana di Navigazione, a operator SNAV. Plovi na ruti Ancona - Split. Od 1980. do 2012. vlasnik je bio Tirrenia di Navigazione. Napravljene su strukturne dogradnje 1988. i 1992. godine.
1992. su Aureliji i brodovima blizancima Clodiji i Nomentani u brodogradilištima INMA u La Speziji i SMEB u Messini dodana dva mosta i bočne nadogradnje radi povećanja stabilnosti. Time je povećan i broj putnika koji su mogli primiti, ali se izgubilo na brzini broda. Od 2002. do 2004. na tim trima brodovima izvršeni su dodatni radovi radi poboljšanja komforta na tim brodovima. 

## Karakteristike
Iz klase brodova Classe Strade Romane koji su izgrađeni od 1979. do 1981. za Tirrenia di Navigazione.
Može primiti 1434 automobila i 2280 putnika. Na brodu je 568 postelja.
Može razviti brzinu do 19,5 čvorova.  Najveća zabilježena brzina je 14,5 čvorova, a prosječna 13,1 čvor. Širine je 25,4 metra u najširem dijelu, a dužine je 147,97 metara. Ima 11 mostova. 
Mase je 21.518 brt (2016.), a korisne nosivosti 3250 dwt.
Luka upisa je Cagliari. Pomorski registar je Registro italiano navale.

## Vanjske poveznice
- Fleet monitor